# البقالطة
البقالطة إحدى مدن الجمهورية التونسية، تقع في ولاية المنستير.

## موقع
تقع على السواحل الشرقية للبلاد التونسية و تعد حوالي 17 ألف ساكن و تبعد 185 كلم عن العاصمة تونس و 45 كلم عن جوهرة الساحل مدينة سوسة، و 30 كلم عن مدينة المنستير و 16 كلم عن مدينة المهدية
يحدها غربا سبخة المكنين، شرقا البحر الأبيض المتوسط ، شمالا معتمدية طبلبة و جنوبا ولاية المهدية . ورغم صغر مساحة مدينة البقالطة فهي تملك عدد هام و هام جدّا من المميزات حيث تحتوي على شريط ساحلي من الشواطئ الجميلة يمتد على 12 كم وهو من خيرت شواطئ البلاد التونسية حيث تصبح هذه المدينة في كل صائفة قبلة للمصطافين حيث يصل عددهم إلى حوالي 50 ألف مصطاف في نهاية الأسبوع .
و تعتبر مدينة البقالطة عاصمة الباكورات بالساحل فهي مدينة الفلفل البقلوطي حيث تتنتج هذه المدينة الفلاحية 32 ألف طن سنويا من  الخضروات أي 10 % من النتاج الوطني.

## تاريخ
قبل بناء مدينة البقالطة في القرن العاشر أو بداية القرن الحادي عشر ميلادي، توجد مدينة طبسوس القديمة بمنطقة الديماس.
تعتبر هذه المدينة من أقدم وأشهر مدن الساحل القديم إذ يعود بناؤها إلى القرن السادس أو الخامس قبل الميلاد.
مسح مدينة طبسوس في أواخر العهد الرّوماني 41 هك، تقريبا، و بالرغم من صغر مساحتها لعبت دورا تاريخيا مميزا في المتوسط، حيث تؤكد لنا المصادر الأدبية مساندتها لقرطاج ضد أغاتكلاس ( Agathoclès ) سنة 310 ق.م كبقية مدن الشريط الساحلي ( لمطة ـ حضرموت... )، لكن منذ بداية القرن الثاني قبل الميلاد، طوّرت علاقاتها التجارية مع إيطاليا، حيث أصبحت لها مكانة مرموقة لدى روما، كمدينة حضرموت وأكولا. ففي الحرب البونية الثالثة ناصرت روما ضد قرطاج، وفي سنة 46 ق.م تحالفت مع مناصري الشق السياسي الجمهوري لبومبي (Pompée ) المتواجد بمدينة طبسوس وبعض المدن الأخرى ضد يوليوس قيصر. لكن هزيمتها في هذه المعركة وانتصار يوليوس أدى إلى تراجع قوى الشقّ الجمهوري في جلّ المدن الرّومانية وتغيير الحكم في روما.
قام يوليوس قيصر بفرض ضريبة مالية باهظة على سكان مدينة طبسوس.
في العهد الإسلامي المبكر قدم إليها بعض النسّاك المشارقة نذكر منهم أبو السّرى، تم في 517 هـ تصدت مدينة طبسة لهجمة النّرمان، وفي الحركة التحريرية ساهمت مدينة البقالطة مساهمة فعّالة في تحرير البلاد.

## أماكن في مدينة البقالطة
- منطقة البغدادي
- منطقة الشرف
- منطقة الديماس
- منطقة البحيرة
- منطقة حمادة يونس.
- منطقة زبيد

### مواضيع ذات علاقة
- ولاية المنستير.

عائلة الحداد
عائلة الرومانسية الجميلة